# Syracuse (New York)
Syracuse je město v okresu Onondaga County ve státě New York. K roku 2020 zde žilo 148 620 obyvatel. Sídlí zde Syracuse University. Jedná se o páté největší město ve státě New York.
Bylo pojmenováno po sicilském městě Syrakusy.

## Osobnosti města
- Čeněk Kudláček (1896–1967), československý generál, legionář, protinacistický a protikomunistický odbojář
- Carl Woese (1928–2012), mikrobiolog
- Robert F. Engle (* 1942), ekonom, držitel Nobelovy ceny
- James Nachtwey (* 1948), fotožurnalista a válečný fotograf
- Tony Trischka (* 1949), hráč na pětistrunné banjo
- Lawrence DeLucas (* 1950), vědec a astronaut
- Steven Swanson (* 1960), astronaut
- Tom Cruise (* 1962), herec a producent
- Rory Cochrane (* 1972), herec

## Partnerská města
- Fu-čou, Čína
- Taiz, Jemen
- Tampere, Finsko
- Ťia-i, Tchaj-wan